# Гульченко Сергій Миколайович
Сергі́й Микола́йович Гу́льченко (* 1973) — старший солдат Збройних сил України. Учасник російсько-української війни.

## З життєпису
Народився 1973 року в Новгородці Кіровоградської області. Закінчив школу і потрапив служити на Чорноморський флот. 1996 року закінчив Кіровоградський сільськогосподарський технікум; отримав диплом агронома. Ще на 4-му курсі одружився, приїхав на батьківщину дружини, в Смоліно. Став учнем прохідника, здав екзамени на підривника, стає бригадиром прохідників. Разом з дружиною вступив до Севастопольського національного університету ядерної енергії та промисловості. Дружина Наталія працює начальником фізико-хімічної лабораторії Смолінської шахти. Заступник начальника дільниці № 5. Повний кавалер знака «Шахтарська слава». Гірник Смолінської шахти ДП «СхідГЗК». Здружиною виховують 2 дітей.
В часі війни мобілізований у серпні 2014-го. Брав участь у боях за Дебальцеве.

## Нагороди
За особистий внесок у зміцнення обороноздатності Української держави, мужність, самовідданість і високий професіоналізм, виявлені під час виконання військового обов'язку, та з нагоди Дня Збройних Сил України нагороджений орденом «За мужність» III ступеня (2.12.2016).